# Daniel Hoelgaard
Daniel Hoelgaard (Stavanger, 1 juli 1993) is een voormalig Noors wielrenner . Zijn jongere broer Markus is ook wielrenner, hun oudere broer Stian is langlaufer.

## Overwinningen
2010
 Noors kampioen op de weg, Junioren
2011
2e etappe Rothaus Regio-Tour
2012
Kernen Omloop Echt-Susteren
2014
5e etappe Ronde van Bretagne
Puntenklassement Ronde van Bretagne
2e etappe Ronde de l'Oise
1e en 4e etappe Ronde van Zuid-Bohemen
Puntenklassement Ronde van Zuid-Bohemen
2015
3e etappe Ronde van Normandië
5e etappe Ronde van Bretagne
Puntenklassement Ronde van Bretagne
2016
1e etappe La Méditerranéenne (ploegentijdrit)

## Resultaten in voornaamste wedstrijden
| Jaar | Ronde van Italië | Ronde van Frankrijk | Ronde van Spanje |
| ---- | ---------------- | ------------------- | ---------------- |
| 2016 |                  |                     |                  |
| 2017 |                  |                     | 125e             |
| 2018 |                  |                     |                  |
| 2019 |                  |                     |                  |
| 2020 |                  |                     |                  |

| Jaar | Parijs-Roubaix | Bretagne Classic | Parijs-Tours |  | WK op de weg |  | Wereldranglijsten |
| ---- | -------------- | ---------------- | ------------ |  | ------------ |  | ----------------- |
| 2016 | opgave         | 7e               | 144e         |  | opgave       |  | 142e (UWT)        |
| 2017 | opgave         |                  | 117e         |  | 125e         |  |                   |
| 2018 |                |                  |              |  |              |  |                   |
| 2019 |                |                  |              |  |              |  |                   |
| 2020 |                |                  | 72e          |  |              |  |                   |

## Ploegen
- 2012 –  Team Øster Hus-Ridley (stagiair vanaf 1-8)
- 2013 –  Etixx-iHNed
- 2014 –  Etixx
- 2015 –  Team Joker
- 2016 –  FDJ
- 2017 –  FDJ
- 2018 –  Groupama-FDJ
- 2019 –  Groupama-FDJ
- 2020 –  Uno-X Pro Cycling Team
- 2021 –  Uno-X Pro Cycling Team

Alaphilippe · Bouvry · Hník · D. Hoelgaard · M. Hoelgaard · Konrad · Koudela · Sénéchal · Spokes · Vakoč · Verhelst · Wiśniowski · Rumac (stagiair)
Cuadros · Dolezel · Ghistelinck · Guérin · Hirt · Hník · D. Hoelgaard · M. Hoelgaard · Kerkhof · Rumac · Spokes · Wisniowski · Schultz (stagiair)
Borgersen · Eiking · Hoelgaard · Hoem · Jansen · Korsæth · Laengen · Lindau · Lunke · Skaarseth · Stien · Wilson · Halvorsen (stagiair)
Bonnet · Chavanel · Courteille · Delage · Démare · Eiking · Elissonde · Fischer · Fournier · Geniez · Hoelgaard · Konovalovas · Ladagnous · Le Bon · Le Gac · Lecuisinier · Maison · Manzin · Morabito · Offredo · Pichon · Pineau · Pinot · Reichenbach · Reza · Roux · Roy · Sarreau · Vaugrenard · Vichot · Doubey (stagiair) · Gaudu (stagiair) · Vincent (stagiair)
Bonnet · Cimolai · Courteille · Delage · Démare · Eiking · Fournier · Gaudu · Guarnieri · Hoelgaard · Konovalovas · Ladagnous · Le Bon · Le Gac · Ludvigsson · Maison · Manzin · Molard · Morabito · Pineau · Pinot · Reichenbach · Reza · Roux · Roy · Sarreau · Vaugrenard · Vichot · Vincent · Armirail (stagiair) · Madouas (stagiair) · Seigle (stagiair)
Armirail · Bonnet · Cimolai · Delage · Démare · Duchesne · Gaudu · Guarnieri · Hoelgaard · Konovalovas · Ladagnous · Le Gac · Ludvigsson · Madouas · Molard · Morabito · Pinot · Preidler · Reichenbach · Roux · Roy · Sarreau · Seigle · Sinkeldam · Thomas · Vaugrenard · Vichot · Vincent
Armirail · Bonnet · Delage · Démare · Duchesne · Frankiny · Gaudu · Geniets · Guarnieri · Hoelgaard · Konovalovas · Küng · Ladagnous · Le Gac · Ludvigsson · Madouas · Molard · Morabito · Pinot · Preidler · Reichenbach · Roux · Sarreau · Scotson · Seigle · Sinkeldam · Thomas · Vaugrenard · Vincent · Brunel (stagiair) · Jerman (stagiair) · Louvel (stagiair)